# Oberradl
Oberradl ist eine Ortschaft und eine Katastralgemeinde in der Marktgemeinde Hürm in Niederösterreich. Die Ortschaft hat 38 Einwohner (Stand 1. Jänner 2024).

## Geografie
Das Dorf liegt drei Kilometer östlich von Hürm an der Straße nach Mitterradl und Unterradl. Durch den westlichen Teil des Ortes fließt der Radlbach.

## Geschichte
Auch im Franziszeischen Kataster von 1822 ist Oberradl als Haufendorf und einigen kleinen Gehöften verzeichnet.
Laut Adressbuch von Österreich waren im Jahr 1938 in Oberradl ein Gastwirt und mehrere Landwirte ansässig.